# 5-я воздушная армия дальней авиации
5-я воздушная армия дальней авиации (5 ВА ДА) — воздушная армия СССР в составе Командования дальней авиации Военно-воздушных сил Вооружённых сил СССР.

## История наименований
- 8-й авиацио́нный ко́рпус да́льнего де́йствия;
- 8-й авиацио́нный Смоле́нский ко́рпус да́льнего де́йствия;
- 19-й бомбардиро́вочный авиацио́нный ко́рпус (22.12.1944 г.);
- 8-й бомбардиро́вочный авиацио́нный ко́рпус (26.04.1946 г.);
- 84-й бомбардиро́вочный авиацио́нный ко́рпус (с 20.02.1949 г.)[1];
- 84-й тяжёлый бомбардиро́вочный авиацио́нный ко́рпус (с 1951 г.)[1];
- 84-й отде́льный тяжёлый бомбардиро́вочный авиацио́нный ко́рпус (с июня 1953 г.)[1];
- 5-я воздушная армия дальней авиации (с июля 1957 г.)[2];
- 8-й отдельный тяжелый бомбардировочный авиационный корпус (с 07.1960 г.);
- 30-я воздушная армия верховного главнокомандования стратегического назначения (с 01.08.1980 г.);
- Войсковая часть (Полевая почта 25414);
- Войсковая часть (Полевая почта 15496) (с июля 1957 г.);
- Войсковая часть (Полевая почта 15502) (с июля 1960 г.);
- Войсковая часть (Полевая почта 15502) (с 01.08.1980 г.).

## История организационного строительства
История организационного строительства армии уходит в 1943 год, когда 30 апреля 1943 года во исполнение Постановления Государственного Комитета Обороны № ГКО-3275сс от 30 апреля 1943 года на базе 36-й авиационной дивизии дальнего действия был сформирован 8-й авиационный корпус дальнего действия. 22 декабря 1944 года 8-й авиационный корпус дальнего действия расформирован, при этом:
- дивизии корпуса переданы в 1-й гвардейский бомбардировочный авиационный корпус;
- управление корпуса прибыло на Дальневосточный ТВД для формирования нового соединения — 19-го бомбардировочного авиационного корпуса в составе ВВС Дальневосточного Фронта. После формирования корпус принял участие в Советско-японской войне в составе 9-й воздушной армии 1-го Дальневосточного фронта. Корпус с 9 августа по 2 сентября 1945 года принимал участие в Харбино-Гиринской наступательной стратегической операции[4].

По окончании войны с Японией 19-й бомбардировочный авиационный корпус был реорганизован и опять получил наименование 8-й виационный Смоленский корпус дальнего действия. Корпус базировался в Воздвиженке Приморского края. 26 апреля 1946 года корпус передан в состав дальней авиации и вошел в состав вновь сформированной 3-й воздушной армии дальней авиации. В 1949 году в связи с массовым переименованием корпус получил новое наименование 20 февраля 1949 года — 84-й бомбардировочный авиационный Смоленский корпус. В 1951 году после перевооружения на новые самолёты Ту-4 корпус переименован в 84-й тяжёлый бомбардировочный авиационный Смоленский корпус. В середине 1953 года корпус стал отдельным — 84-й отдельный тяжёлый бомбардировочный авиационный Смоленский корпус.
В связи с обострением международных отношений с Китаем в середине 1957 года на базе корпуса развернута 5-я воздушная армия дальней авиации, а сам корпус расформирован. В декабре 1957 года в состав армии вошла сформированная на самолётах Ту-95 на аэродроме Долонь в Семипалатинской области Казахской ССР 79-я тяжёлая бомбардировочная авиационная дивизия.
После потепления отношений с Китаем 1 июля 1960 года 5-я воздушная армия дальней авиации расформирована, а её управление переформировано в 8-й отдельный тяжелый бомбардировочный авиационный корпус. В связи с имзменениями органиазционной структуры дальней авиации 1 августа 1980 года корпус расформирован, а на его базе сформирована 30-я воздушная армия Верховного главнокомандования стратегического назначения. После распада ССР в октябре 1994 года 30-я воздушная армия Верховного главнокомандования стратегического назначения расформирована.

## Состав
- 53-я тяжёлая бомбардировочная авиационная дивизия (Ту-4, Ту-16 (с 1958 года), аэродром Белая Иркутская область)[2]:
- 55-я тяжёлая бомбардировочная авиационная Краснознамённая дивизия (Воздвиженка, Приморский край)[1][2][5]:
- 73-я тяжёлая бомбардировочная авиационная дивизия
- 219-й отдельный дальний разведывательный авиационный полк (Ту-4Р, с 1957 года Ту-16Р, Спасск-Дальний Приморский край)[2].

С декабря 1957 года в состав армии вошла сформированная на самолётах Ту-95 на аэродроме Долонь в Семипалатинской области Казахской ССР 79-я тяжёлая бомбардировочная авиационная дивизия:
- 1023-й тяжёлый бомбардировочный авиационный полк (Ту-95, Долонь Семипалатинская область, Казахская ССР);
- 1226-й тяжёлый бомбардировочный авиационный полк (Ту-95, Долонь Семипалатинская область, Казахская ССР).

## Дислокация
- Штаб и управление армии — город Благовещенск[2].
- Части и соединения — на территории краев и областей: Хабаровский край, Приморский край, Амурская область, Иркутская область, Казахская ССР[2].

## Подчинение
| Объединение                  | Период                          |
| ---------------------------- | ------------------------------- |
| Командование дальней авиации | июль 1957 года — июль 1960 года |

## Командующие армией
- генерал-майор авиации, с 18.02.1958 г. — генерал-лейтенант авиации Картаков Василий Андреевич, период нахождения в должности: с июля 1957 года по июль 1960 года[6]